# Bukovina u Přelouče

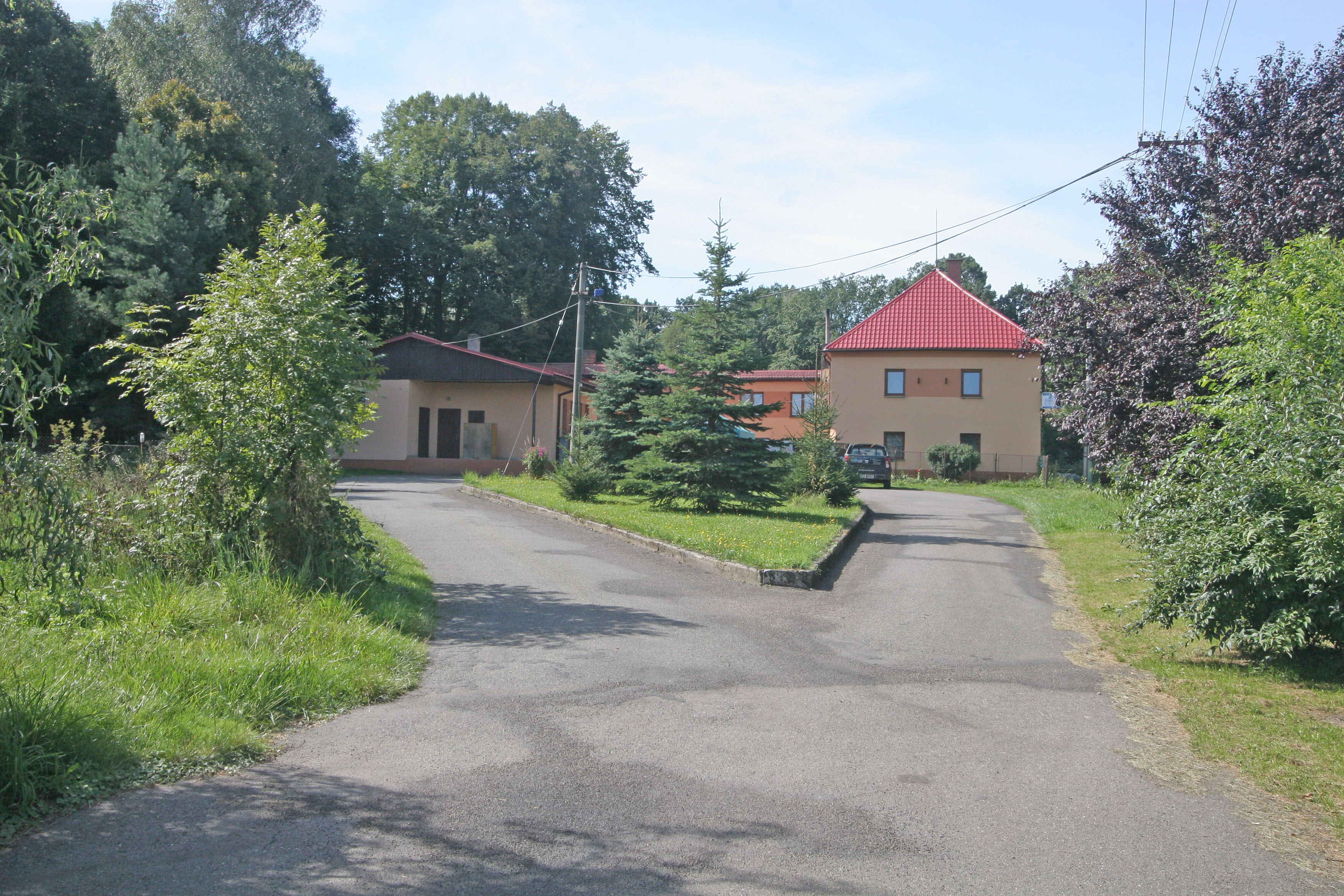
Gemeindeamt

Bukovina u Přelouče, bis 1980 Bukovina (deutsch Bukowina) ist eine Gemeinde im Okres Pardubice in Tschechien. Sie liegt zehn Kilometer südlich von Přelouč.

## Geographie
Bukovina u Přelouče befindet sich im Eisengebirge (Železné hory) am Bach Mlýnský potok. Durch den Ort verläuft die Silnice I/17 zwischen Čáslav und Heřmanův Městec.
Nachbarorte sind Sovolusky, Sovoluská Lhota und Urbanice im Norden, Myslivna, Rašovy, Svojšice und Stojice im Nordosten, Na Kozovce, Na Skalkách und Holotín im Osten, Licomělice und Hošťalovice im Südosten, Březinka im Süden, Bílý Kámen und Nový Dvůr im Südwesten, Bumbalka im Westen sowie Turkovice im Nordwesten.

## Geschichte
Die erste schriftliche Erwähnung des zur Lichtenburg gehörigen Dorfes Bukovina erfolgte im Jahre 1400. Das Dorf lag an der Kaiserstraße, einem bedeutenden Handelsweg. Die älteste Nachricht über die Mühle stammt von 1436. Im Jahre 1556 verkaufte Wilhelm Trčka von Lípa Bukovina zusammen mit Turkovice an den Besitzer der Herrschaft Choltitz, Georg von Gersdorff. Dieser trat 1568 das Gut Podhořany mit den Dörfern Březinka, Turkovice, Bukovina, Hošťalovice und Rašovy an seinen Bruder Hendrich ab. Bukovina blieb danach immer nach Podhořany untertänig.
Im Jahre 1840 bestand das Dorf Bukowina aus 27 Häusern, in denen 157 Personen, darunter 13 helvetische und eine jüdische Familie, lebten. Im Ort gab es ein Einkehrhaus an der Chrudimer Straße sowie eine Mühle. Nordöstlich des Dorfes befand sich ein obrigkeitlicher Tiergarten mit Weißen Damhirschen und ein Jägerhaus (Myslivna). Pfarrort war Turkowitz.
Nach der Aufhebung der Patrimonialherrschaften bildete Bukovina ab 1849 mit dem Ortsteil Rašovy eine Gemeinde im Gerichtsbezirk Časlau. Ab 1868 gehörte die Gemeinde zum Bezirk Časlau. Die Freiwillige Feuerwehr wurde 1895 gegründet. 1923 wurde der Linienbusverkehr zwischen Čáslav und Heřmanův Městec aufgenommen. Rašovy löste sich 1930 von Bukovina los und bildete eine eigene Gemeinde.
1949 wurde Bukovina dem Okres Přelouč zugeordnet. Dieser wurde im Zuge der Gebietsreform von 1960 aufgehoben, seitdem gehört die Gemeinde zum Okres Pardubice. 1971 kaufte die Gemeinde die Mühle und baute das Anwesen zur Gaststätte mit Tanzsaal sowie Lebensmittelladen um. Zur Unterscheidung von der anderen Gemeinde Bukovina führt die Gemeinde seit 1980 den Namenszusatz u Přelouče. Seit 2010 führt die Gemeinde ein Wappen und Banner.

## Gemeindegliederung
Für die Gemeinde Bukovina u Přelouče sind keine Ortsteile ausgewiesen. Zu Bukovina u Přelouče gehört die Einschicht Myslivna.